# رفیع‌الشأن
شاهزاده رفیع‌الشأن بهادر (۱۶۷۱ – ۲۹ مارس ۱۷۱۲) سومین پسر امپراتور تیموری هند، بهادرشاه یکم بود.

## خانواده
یکی از همسران وی، راضیه‌النساء بیگم، شناخته‌شده با نام صفیه‌النساء بیگم، دختر شاهزاده سلطان محمد اکبر بود. او مادر امپراتور رفیع‌الدرجات بود. رفیع‌الشأن با او در آگرا (سال ۱۶۹۵) ازدواج کرده‌بود، در طول همان زمان که برادرش جهان‌شاه با خواهرش زکیه‌النساء بیگم ازدواج می‌کرد. همسر دیگر نورالنساء بیگم دختر شیخ باقی بود. او مادر امپراتور شاه‌جهان دوم و امپراتور محمدابراهیم بود.